# 맹독충
맹독충은 곰TV의 예능 프로그램이었다. 글로벌 스타크래프트 II 리그의 비하인드 스토리를 파헤쳐보는 프로그램이였다.

## 시즌 1
맹독충 1기는 박상현, 채정원, 안준영, 박대만, 황영재 조합으로 시작되었으며 토크쇼를 모토로 방송되었다. 그러다 GSTL 시즌2 결승을 끝으로 시즌 1 막을 내렸다.

## 시즌 2
기존의 틀에서 벗어나 여러 코너를 방영하였으며, 정인호, 서경환, 김익근이 추가 멤버로 들어오게 되었다.

### 코멘터리
박상현과 정인호가 프로게이머들을 초청하여 가진 토크쇼 형식 코너였다.

### 김익근이 간다
김익근이 GSL 관련 선수들을 찾아가 인터뷰를 하고 GSL 현장을 보고 체험하는 코너였다.

### 맹독충 X파일
서경환과 황영재가 시청자들이 남겨준 궁금한 점을 해소해주는 코너였다.

## 2013 김익근이 간다
2013년 4월 4일, 2013 WCS KR MangoSix GSL Season 1 개막으로 매주 목요일 GSL 끝난 직후 방송이 된다. 김익근이 GSL 관련 된곳을 직접 찾아가고 인터뷰나 소개하는 형식

## 역대 멤버
- 박상현
- 채정원
- 안준영
- 박대만
- 황영재
- 서경환
- 김익근
- 정인호
- 이성은